# Single Night
『Single Night』（シングルナイト） は、スターダストレビュー7枚目のシングル。1985年9月25日に発売された。

## 収録曲
全曲編曲：スターダストレビュー
1. Single Night
作詞：高橋研　作曲：三谷泰弘
2. 素敵なWink Cat
作詞：根本要/林紀勝　作曲：根本要